# Еюп Ґанич
Еюп Ґа́нич (босн. Ejup Ganić; *3 березня 1946, Нові Пазар, Сербія) — президент Боснії й Герцеговини (1997—99) та повторно 2000—01.
Звинувачується у воєнних злочинах під час конфлікту на Балканах у 1990-х роках.
1 березня 2010 р. Ґанича затримали у Лондоні на прохання уряду Сербії. Тим часом боснійська влада подала 3 березня 2010 р. офіційний запит про екстрадицію Ґанича до Сараєва, а не до Белграда. 27 липня 2010 року Вестмінстерський міський суд заблокував його екстрадицію до Сербії та звільнив, заявивши, що процес екстрадиції до Сербії був ініційований та мотивований виключно політичними цілями та з великим порушенням прав суду .
Закінчив Белградський університет.